# エオゾストロドン
エオゾストロドン (Eozostrodon) は、中生代三畳紀に出現した食虫性の小型動物で、最初期の哺乳類または哺乳形類。かつてモルガヌコドンはこの属のシノニムとされたが、独立した属とされるようになった。

## 特徴
頭胴長8 - 9cmと、現生のトガリネズミほどの大きさ。臼歯は三つの咬頭が直線上に並ぶ形態であり、哺乳類としては祖先的な形態を留める。
おそらく卵生であるが、子供は乳腺から分泌される乳を与えたと思われる。夜行性で昆虫やミミズなどの小動物を食べていたと思われる。